# Bogdocosa
Bogdocosa is een geslacht van spinnen uit de familie wolfspinnen (Lycosidae).

## Soorten
De volgende soorten zijn bij het geslacht ingedeeld:
- Bogdocosa baskuntchakensis Ponomarev & Belosludtsev, 2008